# Abrasion

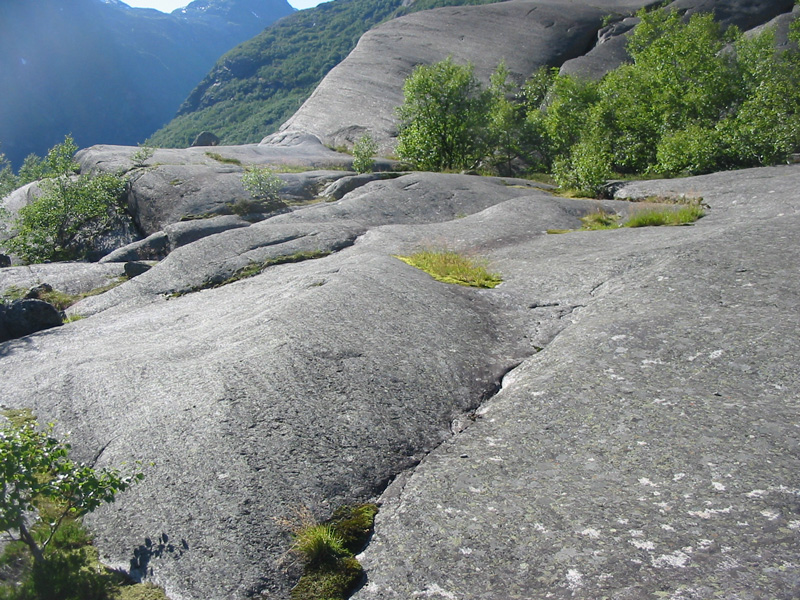
Glaciärsmässigt abraderade klippor västra Norge, nära Jostedalsbreen.

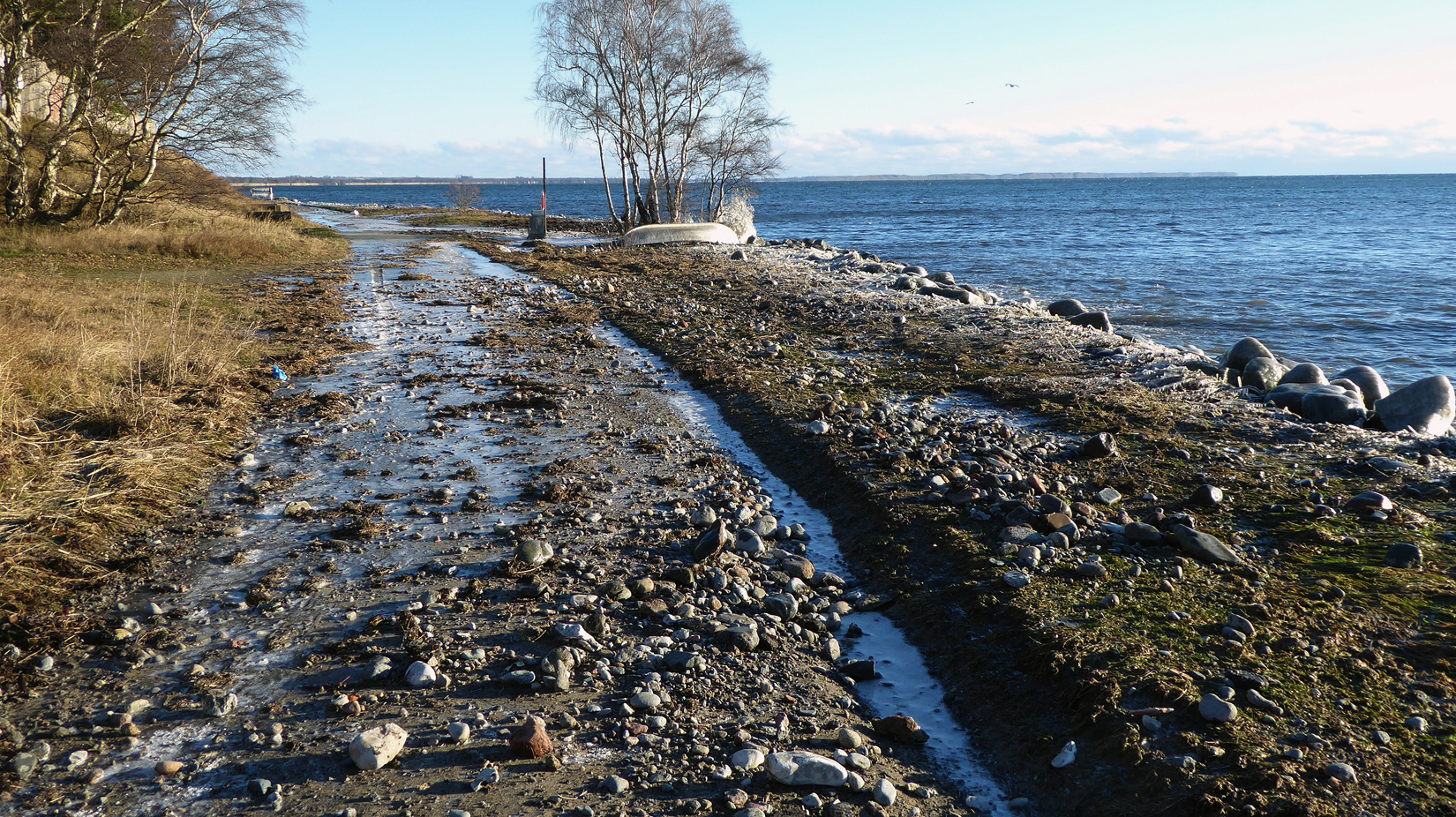
4 januari 2017 steg vattnet 100cm över det normala. Vid Engelska bryggan i Ystad. flyttades stenar, många på 5-6 kilo från strandlinjen ca 15-20 meter upp på land.

Abrasion inom geologi är ett annat ord för vågerosion, dvs nedbrytning av kuster och stränder genom inverkan av vågor, bränningar, tidvatten och kustströmmar. Det betyder att abrasion är ett samlingsnamn för vågornas erosiva verkan. Abrasion kan även syfta på en mekanisk nötning av en klippyta, som skapas av friktionen mellan klippan och små rörliga partiklar (sandkorn, lerpartiklar) som transporteras av vind, vågor, glaciärer, gravitation eller rinnande vatten.
Abrasionens intensitet beror på hårdhet, koncentration, hastighet och massa på de rörliga partiklarna. Abrasionen åstadkommer i horisontellt lagrade bergarter en lodrät kustbrant, abrasionsbrant, nedanför vilken utbreder sig abrasionsterrassen, vars fot motsvarar högvattenståndet.
Abrasionsvittnen är efterlämnade veritikala klippor av mer motståndskraftiga bergarter än de omgivande. Raukarna på Gotland och branterna vid Backafall på Ven är abrasionsvittnen.
Abrasiv nötning (repande) används bland annat i vattenskärning då ett pulver blästrar sönder ytan i ett snitt.